# Johann Lorenz Trunck von Guttenberg
Johann Lorenz Trunck von Guttenberg (* 30. Juli 1661 in Wien; † 7. September 1742 ebenda) war ein österreichischer Kommunalpolitiker und Bürgermeister von Wien (1713 bis 1716).

## Leben und Wirken
Johann Lorenz Trunck von Guttenberg wurde am 20. Juli 1661 als Sohn von Lorenz Trunck, von 1660 bis 1700 Hofmeister des Freisinger Hofs, und dessen Ehefrau, Anna Rosina Kaiser, in Wien geboren. Auch Johann Lorenz Trunck von Guttenberg trat als Hofmeister des Freisinger Hofs in Erscheinung. 1685 heiratete er Maria Magdalena Pläckner († 1728). In den Jahren 1688 und 1689 war er innerer Rat, danach im Jahre 1690 Beisitzer beim Stadtgericht Wien und von 1691 bis 1708 abermals innerer Rat. In den Jahren 1707 und 1708 trat er dabei zudem als Oberkämmerer in Erscheinung. Nachdem er von 1709 bis 1712 als Stadtrichter fungierte, übernahm er im Jahre 1713 das Bürgermeisteramt der Stadt Wien und löste dabei das bisherige Stadtoberhaupt Johann Franz von Wenighoffer ab. Nachdem seine Amtszeit im Jahre 1716 geendet hatte, war er bis zu seinem Tod von 1717 bis 1742 abermals als innerer Rat tätig, ab 1721 als Senior.
Von seiner Mutter erbte er ein Haus in der Sonnenfelsgasse 9, das er im Jahre 1684 verkaufte und ein Haus in der Singerstraße 23, das er 1692 veräußerte. 1697 erwarb er zudem das Haus Stadt 609, das einst einen Teil der Liegenschaft der heutigen Adresse Petersplatz 11 belegte. Dieses Objekt verkaufte er im Jahre 1701 und erwarb 1707 das Haus Stadt 457, das zum damaligen Zeitpunkt auf einem Teil der heutigen Liegenschaft Sterngasse 4 lag. Letztgenanntes Haus vererbte er an seinem Sohn. 
In die Amtszeit von Johann Lorenz Trunck von Guttenberg fiel im Jahre 1713 die letzte Pestepidemie Wiens.